# Saint-Gervais-sous-Meymont
Saint-Gervais-sous-Meymont è un comune francese di 260 abitanti situato nel dipartimento del Puy-de-Dôme nella regione dell'Alvernia-Rodano-Alpi.

## Società

### Evoluzione demografica
Abitanti censiti